# 28e division de chasseurs (Allemagne)
La 28e division de chasseurs (en allemand : 28. Jäger-Division) est une des divisions d'infanterie de l'armée allemande (Wehrmacht) durant la Seconde Guerre mondiale.

## Création et différentes dénominations
La 28. Jäger-Division est formée le 1er juillet 1942 à partir des effectifs de la 28. Leichte Infanterie-Division, renommée.
Elle combat dans la péninsule de Kerch et à l'assaut final de Sébastopol. Elle est transférée à la 11. armee dans le Nord et est transférée en Finlande.
La division combat près de Demiansk fin 1942 et de janvier à février 1943, dans la seconde bataille du lac Ladoga.
Elle intègre dans ses rangs les survivants de la 1. Feld-Division (L) dissoute en janvier 1944. En juillet 1944, la division combat dans la tentative avortée de prévention d'encerclement de la majeure partie de la 4. Armee près de Minsk. Elle subit de lourdes pertes pendant la retraite en Pologne et les combats près de Brest-Litovsk.
Moins de 1 000 hommes survivent de la division qui se rend à l'Armée rouge en Prusse orientale en mai 1945.

## Organisation

### Commandants
| Date                             | Grade                  | Commandant                       |
| -------------------------------- | ---------------------- | -------------------------------- |
| 1er juillet 1942 - 1er mai 1943  | General der Artillerie | Johann Sinnhuber                 |
| 1er mai 1943 - 25 novembre 1943  | General der Infanterie | Friedrich Schulz                 |
| 25 novembre 1943 - janvier 1944  | Generalmajor           | Hubertus Lamey                   |
| janvier 1944 - 28 avril 1944     | General der Artillerie | Hans Speth                       |
| 28 avril 1944 - 20 novembre 1944 | Generalleutnant        | Gustav Heistermann von Ziehlberg |
| 20 novembre 1944 - 12 avril 1945 | Generalmajor           | Ernst König                      |
| 12 avril - 8 mai 1945            | Oberst                 | Hans Tempelhoff                  |

### Officier d'opérations (Ia)
| Date                                | Grade          | Commandant                           |
| ----------------------------------- | -------------- | ------------------------------------ |
| 1er juillet 1942 - 1er juin 1943    | Oberstleutnant | Kurt Gundelach                       |
| 1er juin 1943 - 20 juin 1944        | Oberstleutnant | Christian Schaeder                   |
| 20 juin 1944 - 27 juillet 1944      | Major          | Joachim Kuh                          |
| 5 août 1944 - 20 novembre 1944      | Major          | Wernher Freiherr von Schönau-Wehr    |
| 20 novembre 1944 - 25 novembre 1944 | Major          | Gerhard Schlie                       |
| 25 novembre 1944 - 1er janvier 1945 | Major          | Wernher Freiherr von Schönau-Wehr    |
| 1er janvier 1945 - Avril 1945       | Major          | Franz-Josef von Löbbecke             |
| Avril 1945 - Mai 1945               | Oberstleutnant | Ernst-August Freiherr von Wangenheim |

## Théâtres d'opérations
- Front de l'Est, secteur Sud : Juillet 1942 - Septembre 1942
- Crimée : septembre 1942 - Octobre 1942
- Front de l'Est, secteur Nord : Octobre 1942 - Juillet 1944
  - Siège de Léningrad
  - Bataille de Mga
- Front de l'Est, secteur Centre : Juillet 1944 - Janvier 1945
- Prusse orientale : Janvier 1945 - Mai 1945

## Ordre de bataille
1942
- Jäger-Regiment 49
- Jäger-Regiment 83
- Radfahr-Abteilung 28
- Artillerie-Regiment 28
- Pionier-Bataillon 28
- Panzerjäger-Abteilung 28
- Nachrichten-Abteilung 28
- Feldersatz-Bataillon 28
- Versorgungseinheiten 28

1943-1945
- Jäger-Regiment 49
- Jäger-Regiment 83
- Aufklärungs-Abteilung 28
- Artillerie-Regiment 28 (2)
- Pionier-Bataillon 28
- Panzerjäger-Abteilung 28
- Nachrichten-Abteilung 28
- Feldersatz-Bataillon 28
- Versorgungseinheiten 28